# Vincenzo Peruggia
Vincenzo Peruggia, född 8 oktober 1881 i Dumenza i Varese, död 8 oktober 1925 i Saint-Maur-des-Fossés, var en italiensk tjuv som är känd för att 21 augusti 1911 ha stulit konstverket Mona Lisa från Louvren, där han var anställd. Han förvarade sedan målningen i sin lägenhet fram till 1913 då han gav sig till känna och greps. I fängelset behövde han inte sitta särskilt länge och han deltog i första världskriget. Han dog av en infarkt samma dag som han fyllde 44 år.